# Maffliers
Maffliers es una comuna francesa situada en el departamento de Valle del Oise, en la región de Isla de Francia.

## Demografía
| 554 | 553 | 790 | 903 | 1168 | 1370 | 1806 |
| Para los censos de 1962 a 1999 la población legal corresponde a la población sin duplicidades (Fuente: INSEE [Consultar]) |     |     |     |      |      |      |